# Биголино (Тревизо)
Биголино је насеље у Италији у округу Тревизо, региону Венето.
Према процени из 2011. у насељу је живело 1541 становника. Насеље се налази на надморској висини од 174 м.